# Église Sant Feliu de Pallerols
L'église Sant Feliu de Pallerols (en français Saint-Félix de Pallerols) est un édifice religieux situé dans la commune de Sant Feliu de Pallerols, en Catalogne (Espagne). Elle est classée dans l'Inventaire du patrimoine architectural de Catalogne.

## Description
L'église Sant Feliu de Pallerols est un édifice de grande taille, qui se remarque de l'extérieur par les dimensions de son clocher et de sa nef principale. Le clocher a été construit en plusieurs étapes successives, ainsi que le montrent les dates inscrites dans la pierre, depuis 1604 à la base et de plus en plus récentes en montant. La nef comprend huit grandes arcades latérales. L'une d'entre elles s'ouvre sur une chapelle latérale, tandis que les deux dernières forment un chœur.

## Histoire
La paroisse de Sant Feliu de Pallerols est mentionnée pour la première fois en 1184, à l'occasion d'une donation faite par Dolça, dame du château, à sa fille Ermessenda. Elle apparait peu après encore dans un jugement rendu en 1187 concernant des biens de cette même paroisse objet d'un différend entre l'abbé du monastère Sainte-Marie d'Amer et le seigneur du château d'Hostoles. Au XVe siècle, le monastère d'Amer possédait toujours des biens dans la paroisse de Sant Feliu de Pallerols.
L'église est entièrement reconstruite au XVIIe siècle.